# Frilandsmuseer
Dette er en liste over frilandsmuseer listet efter land.

## Afrika

### Ægypten
- Luxor Øvre Ægypten
- Memphis ruins
- Karnak, det største tempelkompleks i verden

### Sydafrika
- Worcester Museum (Klein plasie open-air museum), Worcester Western Cape

### Tunesien
- Matmata (frilandsmuseum med "Troglodyte"-huse), Governorate of Gabes, i det sydlige Tunesien. Hele byen er på UNESCOs Verdensarvsliste og forpagtes af Association of the Cultural Protection of Matmata)
- Oudhref (frilands landsbymuseum), Governorate of Gabes

## Asia

### Kina
- Lei Cheng Uk Han Tomb Museum, Hong Kong
- Sam Tung Uk Museum, Hong Kong
- Xinye Village, Zhejiang

### Indonesien
- Taman Mini Indonesia Indah

### IsraelogGolanhøjderne
- Katzrin Ancient Village
- Nazareth Village

### Japan
- Edo-Tokyo Open Air Architectural Museum, Tokyo
- Hakone Open-Air Museum, Hakone, Kanagawa
- Meiji Mura, Inuyama, Aichi
- Nihon Minka-en (Japan Open-Air Folk House Museum), Kawasaki, Kanagawa
- Open-Air Museum of Old Japanese Farmhouses, Osaka
- Hida Minzoku Mura Folk Village, Takayama, Gifu
- Kyodo no mori, Fuchu, Tokyo
- Sankeien, Naka Ward, Yokohama
- Shikoku Mura, Takamatsu, Kagawa Prefecture

### Malaysia
- Colmar Tropicale Arkiveret 8. november 2011 hos  Wayback Machine, Bukit Tinggi, Pahang
- Japanese Village Arkiveret 19. august 2012 hos  Wayback Machine, Bukit Tinggi, Pahang
- Monsopiad Cultural Village Arkiveret 5. april 2012 hos  Wayback Machine. Penampang, Sabah
- Sarawak Cultural Village Arkiveret 7. december 2015 hos  Wayback Machine, Kuching, Sarawak
- Taman Mini Malaysia & Asean Arkiveret 10. juli 2012 hos  Wayback Machine (Malaysia and ASEAN Miniature Park), Ayer Keroh, Malacca
- Taman Tamadun Islam Arkiveret 23. marts 2012 hos  Wayback Machine (Islamic Civilization Park), Kuala Terengganu, Terengganu

### Filippinerne
- Expo Pilipino
- Las Casas Filipinas de Acuzar

### Sydkorea
- Korean Folk Village, Yongin, Gyeonggi

### Taiwan
- 921 Earthquake Museum of Taiwan, Taichung
- Ju Ming Museum, New Taipei

## Europa

### Belgien
- Open Air Museum Bokrijk, (Flandern),  Arkiveret 9. oktober 2011 hos  Wayback Machine
- Bachten de Kupe (Itzenberge), (Flandern),  Arkiveret 22. oktober 2016 hos  Wayback Machine
- Fourneau St Michel (Ardennes), (Vallonien),  Arkiveret 18. september 2016 hos  Wayback Machine

### Bulgarien
- Etar Architectural-Ethnographic Complex, Gabrovo

### Danmark
- Andelslandsbyen Nyvang
- Dejbjerg Jernalder
- Den Fynske Landsby i området Fruens Bøge i Odense
- Den Gamle By, Aarhus
- Frilandsmuseet Herning, Herning
- Frilandsmuseet i Maribo, Maribo
- Frilandsmuseet, Kongens Lyngby
- Glud Museum, nær Horsens
- Hjemsted Oldtidspark
- Hjerl Hede, Vinderup
- Hvolris Jernalderlandsby
- Jernalderlandsbyen
- Maribo Frilandsmuseum, Maribo
- Melstedgård, Bornholm
- Middelaldercentret ved Nykøbing Falster
- Middelalderlandsbyen
- Ribe Vikingecenter
- Sagnlandet Lejre, Lejre
- Stenaldercenteret
- Vikingeborgen Trelleborg
- Ulvsborg Historisk Værksted
- Vingsted Historiske Værksted, Bredsten ved Vejle

### Estland
- Estlands frilandsmuseum, Tallinn
- Mahtra Peasant Museum, Mahtra, Juuru Parish, Rapla County
- Mihkli Farm Museum, Viki, Kihelkonna Parish, Saare County
- Mõniste Peasant Museum, Kuutsi, Mõniste Parish, Võru County
- Põlva Peasant Museum, Karilatsi, Kõlleste Parish, Põlva County
- Viimsi Open Air Museum, Pringi, Viimsi Parish; nær Tallinn

### Finland
- Luostarinmäki, Turku
- Seurasaari Open-Air Museum, Helsinki
- Telkkämäki Heritage Farm, Kaavi
- Turkansaari, Oulu

### Frankrig
- Musée de plein air des maisons comtoises, Nancray, Doubs, Franche-Comté[1]
- Musée de plein air de Villeneuve-d'Ascq, Villeneuve-d'Ascq
- Ecomusée d'Alsace, Ungersheim

### Georgien
- Open Air Museum of Ethnography, Tbilisi

### Island
- Árbæjarsafn
- Þjóðveldisbærinn Stöng

### Irland
- Bunratty Castle and Folk Park, County Clare
- Connemara Heritage & History Centre
- Kerry Bog Village

### Isle of Man
- Cregneash - Det først frilandsmuseum på De Britiske Øer

### Italien
- Museo a Cielo Aperto Ulàssai
- Museodiffuso
- Open Air Museum Ulàssai

### Letland
- Latvian Ethnographic Open Air Museum

### Litauen
- Rumšiškes open-air ethnographic museum

### Makedonien
- Tumba Madžari

### Holland
- Archeon - Alphen aan den Rijn, Zuid-Holland
- De Spitkeet - Harkema, Friesland
- Limburgs Openluchtmuseum Eynderhoof - Nederweert-Eind, Limburg
- Eindhoven Museum, Noord-Brabant
- Hunebedcentrum[2] - Borger, Drenthe
- Museumlandsbyen Orvelte, Drenthe
- Hollands Frulandsmuseum - Arnhem, Gelderland
- Openluchtmuseum De Duinhuisjes - Rockanje, Zuid-Holland
- Ellert en Brammert - Schoonoord, Drenthe
- Erve Kots - Lievelde, Gelderland
- Openluchtmuseum Het Hoogeland - Warffum, Groningen
- It Damshûs - Nij Beets, Friesland
- Openluchtmuseum Ootmarsum, Overijssel
- Van Gogh Village Nuenen, Noord-Brabant
- Zaanse Schans - Zaandam, Noord-Holland
- Zuiderzee Museum - Enkhuizen, Noord-Holland

### Norge
- Agatunet
- Bjørgan parsonage, Kvikne
- Dølmotunet, Tolga
- Folldal Bygdetun - Uppigard Streitlien, Folldal
- Folldal Gruver, Folldal
- Husantunet, Alvdal
- Norsk Folkemuseum, Oslo
- Maihaugen, Lillehammer
- Os Museum - Oddentunet, Os
- Rendalen Bygdemuseum, Rendalen
- Trøndelag Folkemuseum, Trondheim
- Tylldalen Bygdetun, Tylldalen
- Tynset Bygdemuseum, Tynset
- Vollan Gård, Kvikne

### Polen
- Biskupin Arkæologiske Museum
- reconstruction of early medieval Slavic wooden stronghold i Owidz  Arkiveret 4. juli 2013 hos  Wayback Machine
- Ethnographic open-air museum in Sanok
- Folk Architecture Museum in Olsztynek  Arkiveret 29. september 2020 hos  Wayback Machine
- Kashubian Ethnographic Park in Wdzydze Kiszewskie
- Museum of the Slovinian Village in Kluki  Arkiveret 4. marts 2016 hos  Wayback Machine
- Muzeum Etnograficzny w Zielonej Górze z siedziba w Ochlii Arkiveret 16. september 2016 hos  Wayback Machine in Ochla, Lubusz Voivodeship
- Muzeum Kultury Ludowej in Osiek nad Notecia
- Open-air Museum of the Lódz Wooden Architecture
- Skansen Budownictwa Ludowego Zachodniej Wielkopolski in Wolsztyn  Arkiveret 2. januar 2014 hos  Wayback Machine
- Skansen Etnograficzny w Russowie i Russów  Arkiveret 2. januar 2014 hos  Wayback Machine
- Upper Silesian Ethnographic Park i Chorzów
- Wielkopolski Park Etnograficzny i Dziekanowice  Arkiveret 30. august 2009 hos  Wayback Machine
- Chabówka Rolling-Stock Heritage Park "Skansen" i Chabówka
- The Sadecki Ethnographic Park in Nowy Sacz
- The Opole Open-Air Museum of Rural Architecture i Opole  Arkiveret 12. august 2016 hos  Wayback Machine

### Rumænien
- ASTRA National Museum Complex
- Transylvanian Museum of Ethnography
- Landsbymuseet

### Rusland
- Vitoslavlitsy
- Kizhi
- Kolomenskoye
- Architectural-ethnographic museum "Khokhlovka"
- Malye Korely

### Schweiz
- Ballenberg, Brienz

### Serbien
- Drvengrad (Mecavnik, Küstendorf), Mokra Gora (Zlatibor)
- Staro selo (Old Village open-air museum), Sirogojno (Zlatibor)

### Slovakiet
- Banská Štiavnica
- Bardejov
- Cicmany
- Humenné
- Martin
- Nitra
- Pribylina
- Stará Lubovna
- Svidník
- Vlkolínec
- Vychylovka
- Zuberec – Brestová

### Slovenien
- Piran
- Rogatec
- Velika Planina

### Spanien
- Museo de Escultura al Aire Libre de Alcalá de Henares, Alcalá de Henares
- Poble Espanyol, Barcelona

### Storbritannien

#### England
- Anne of Cleves House, Lewes
- Avoncroft Museum of Historic Buildings, Worcestershire
- Amberley Working Museum, Amberley, West Sussex
- Beamish, North of England Open Air Museum, Beamish, County Durham
- Black Country Living Museum, Dudley, West Midlands
- Blists Hill Victorian Town, Telford, Shropshire
- Butser Ancient Farm, Chalton, Hampshire
- Chiltern Open Air Museum, Chalfont St. Giles, Buckinghamshire
- Church Farm Museum, landbrugsmuseum og samling af oprindelige bygninger, Skegness
- Cogges Manor Farm Museum, Witney, Oxfordshire
- Little Woodham, Gosport, Hampshire
- Manor Farm Country Park, Bursledon, Hampshire
- Milestones Museum, Basingstoke, Hampshire
- Morwellham Quay, Devon
- Murton Park / Yorkshire Museum of Farming in Murton, York
- Museum of East Anglian Life, Stowmarket, Suffolk
- National Coal Mining Museum for England, Wakefield, West Yorkshire
- Rural Life Living Museum, Tilford, Surrey
- Ryedale Folk Museum, North York Moors, North Yorkshire
- Weald and Downland Open Air Museum, Sussex
- West Stow Anglo-Saxon Village, Suffolk
- West Yorkshire Folk Museum, ved Shibden Hall, Halifax
- Wimpole Home Farm, Cambridgeshire
- York Castle Museum, York

#### Skotland
- National Museum of Rural Life, East Kilbride, Lanarkshire
- The Scottish Crannog Centre nær Aberfeldy, Loch Tay
- Auchindrain – nær Inveraray, Argyll and Bute
- The Gearrannan Blackhouses, Isle of Lewis
- Skye Museum of Island Life, nær Kilmuir, Skye, Isle of Skye
- Highland Folk Museum, Newtonmore
- Industrial open-air museum of New Lanark

#### Wales
- St Fagans National History Museum, St Fagans, Cardiff

#### Nordirland
- Ulster American Folk Park, Castleton, County Tyrone
- Ulster Folk & Transport Museum, Cultra, County Down

### Sverige
- Bungemuseet, Gotland
- Fredriksdal museer och trädgårdar, Helsingborg
- Gamla Linköping, Linköping[3]
- Jamtli, Östersund
- Julita skans, Julita sogn
- Kulturen, Lund
- Skansen, Stockholm
- Foteviken Museum, Höllviken
- Torekällberget, Södertälje

### Tjekkiet
- Hanácký skanzen (Skanzen of Hanakia), Príkazy
- Museum lidových staveb (Folk Buildings Museum), Kourim
- Polabské národopisné muzeum (Ethnographic Museum of the region of Polabí), Prerov nad Labem—the oldest skansen in Central and Eastern Europe
- Skanzen Straznice skanzenstraznice.cz Arkiveret 17. august 2020 hos  Wayback Machine
- Valašské národopisné muzeum (Wallachian Ethnographic Museum), Rožnov pod Radhoštěm http://www.vmp.cz/en/ Arkiveret 3. september 2016 hos  Wayback Machine
- Skanzen Vysoký Chlumec, (http://www.muzeum-pribram.cz/exhmpb/exmvs/exmvs.html Arkiveret 28. maj 2013 hos  Wayback Machine)
- Skanzen Veselý kopec - Soubor lidových staveb Vysocina, (Open-air museum Vysocina http://www.vesely-kopec.eu/en/ Arkiveret 2. januar 2014 hos  Wayback Machine)

### Tyrkiet
- Ihlara
- Derinkuyu Underground City
- Kaymakli Underground City
- Göreme
- Ürgüp
- Karatepe-Aslantas Open Air Museum Arkiveret 28. august 2020 hos  Wayback Machine

### Tyskland
- Black Forest Open Air Museum, Gutach, Baden-Württemberg
- Campus Galli Karolingische Klosterstadt Meßkirch, Messkirch, Baden-Württemberg
- Dat ole Huus, Wilsede, Niedersachsen
- Detmold Open-air Museum, Detmold, Nordrhein-Westfalen
- Archäologisches Freilichtmuseum Groß Raden, nr Sternberg, Mecklenburg-Vorpommern
- Hessenpark, Neu-Anspach, Hessen
- Hitzacker Archaeological Centre, Hitzacker, Niedersachsen
- Hösseringen Museum Village, Hösseringen, Niedersachsen
- International Wind- and Watermill Museum, Gifhorn, Niedersachsen
- Kommern Freilichtmuseum, Mechernich, Nordrhein-Westfalen
- Lindlar Freilichtmuseum, Lindlar, Nordrhein-Westfalen
- LWL-Freilichtmuseum Hagen, Hagen, Nordrhein-Westfalen
- Mödlareuth village, Bayern og Thüringen
- Oerlinghausen Archaeological Freilichtmuseum, Oerlinghausen, Nordrhein-Westfalen
- Ore Mountain Toy Museum, Seiffen, Sachsen
- Pfahlbaumuseum Unteruhldingen, Unteruhldingen, Baden-Württemberg
- Rhineland-Palatinate Open Air Museum Bad Sobernheim, Bad Sobernheim, Rheinland-Pfalz
- Rischmannshof Heath Museum, Walsrode, Niedersachsen
- Freilichtmuseum Roscheider Hof, Konz, Rheinland-Pfalz
- Slavic Village Passentin, nær Neubrandenburg, Mecklenburg-Vorpommern
- Swabian Farm Museum, Illerbeuren, Bayern
- Winsen Museum Farm, Winsen (Aller), Niedersachsen

### Ungarn
- Szentendrei Szabadtéri Néprajzi Múzeum, Szentendre  Arkiveret 18. december 2014 hos  Wayback Machine
- Szennai Szabadtéri Néprajzi Gyujtemény, Szenna
- Göcseji Falumúzeum, Zalaegerszeg
- Orségi Népi Muemlékegyüttes, Szalafo-(Pityerszer)
- Szabadtéri Néprajzi Múzeum, Ópusztaszer
- Sóstói Múzeumfalu, Nyíregyháza
- Vasi Múzeumfalu, Szombathely
- Hollókoi Falumúzeum, Hollóko
- Szabadtéri Néprajzi Múzeum, Nagyvázsony
- Szabadtéri Néprajzi Múzeum, Tihany
- Emese Várispánság Szigethalom  Arkiveret 4. september 2016 hos  Wayback Machine

### Ukraine
- Lviv Museum of Folk Architecture and Culture (see Kryvka Church)
- Open-air Museum of Architecture and Ethnography in Pyrohiv, nær Kyiv

### Østrig
- Austrian Open-Air Museum, Stübing
- Salzburger Freilichtmuseum, Großgmain
- Carinthian Open-Air Museum, Maria Saal
- Museums of Tyrolian Farmsteads, Kramsach
- Museumsdorf Niedersulz

## Nordamerika

### Canada
- Barkerville, British Columbia
- Ball's Falls Conservation Area, Jordan, Ontario
- Black Creek Pioneer Village, Toronto, Ontario
- Burnaby Village Museum, Burnaby, British Columbia
- Canada's Polish Kashub Heritage Museum & Skansen, Wilno, Ontario
- Doon Heritage Village, Kitchener, Ontario
- Fort Henry, Ontario
- Fort Edmonton Park, Edmonton, Alberta
- Fort Langley National Historic Site, Fort Langley, British Columbia
- Fortress of Louisbourg, Louisbourg, Nova Scotia
- Fort William Historical Park, Thunder Bay, Ontario
- Fort York, Toronto, Ontario
- Greater Sudbury Heritage Museums
- Halifax Citadel National Historic Site of Canada (Citadel Hill), Halifax, Nova Scotia
- Heritage Park Historical Village, Calgary, Alberta
- Kalyna Country, an ecomuseum
- Kawartha Settlers' Village, Bobcaygeon, Ontario
- Kings Landing Historical Settlement, Prince William, New Brunswick
- Lower Fort Garry National Historic Site, Selkirk, Manitoba
- Markham Museum, Markham, Ontario
- Mennonite Heritage Village, Steinbach, Manitoba
- Sainte-Marie among the Hurons, Midland, Ontario
- Sherbrooke Village, Sherbrooke, Nova Scotia
- Ukrainian Cultural Heritage Village, Alberta
- Upper Canada Village, Morrisburg, Ontario
- Village Historique Acadien, Caraquet, New Brunswick
- Village Québécois d'Antan, Drummondville, Quebec
- West Coast Railway Heritage Park, Squamish, British Columbia
- Westfield Heritage Village, Rockton, Ontario

## Oceanien

### Australien
- The Pioneer Settlement, Swan Hill, Victoria, Australia's First Open Air Museum, opened 1966.
- Old Gippstown, Moe, Victoria opened 1973
- Port Arthur, Tasmania
- Sovereign Hill, Ballarat, Victoria
- Millewa Pioneer Forest and Historical Village, Meringur, Victoria
- Flagstaff Hill Maritime Museum, Warrnambool, Victoria
- Old Sydney Town, Somersby, New South Wales (nu lukket)
- Miles Historical Village and Museum, Miles, Queensland
- Old Tailem Town Arkiveret 21. august 2016 hos  Wayback Machine, Tailem Bend, South Australia
- Australiana Pioneer Village Arkiveret 16. september 2016 hos  Wayback Machine, Wilberforce, NSW

### New Zealand
- Ferrymead, Christchurch en rekonstrueret bosættelse fra 1900-1920 i Canterbury, med beboelse, butikker, damplokomotiv
- Howick Colonial Village, Auckland, autentisklandsby med hegn mkring fra 1850, med gamle huse, butikker og forsamlingshuse. I visse periode er der historisk levendegørelse.
- Shantytown, Greymouth, en historisk temapark der åbnede i 1971, som er dedikeret til 1860-1900 under guldfeberen på Vestkysten.
- Thames and Coromandel, Auckland, område med flere miner med formidling, og museer der beskæftiger sig med 1800-tallet opblomstring af guldgravning i Coromandel. Thames har flere gamle miner, Pump Museum and School of Mines og Karangahake-kløften.
- Gibbs Farm - privat skulpturhave udviklet af Alan Gibbs. på Nordøen.

## Sydamerika

### Brasilien
- Museu ao ar livre de Orleans [4]
- INHOTIM [5]

## Transportmuseer
- Brooklands i Weybridge, Elmbridge, Surrey, England (flyvemaskiner og bilmuseum)
- Chesapeake and Ohio Canal National Historical Park fra Georgetown, Washington, D.C. til Cumberland, Maryland (kanal)
- Cumbres and Toltec Scenic Railroad fra Chama, New Mexico til Antonito (jernbane)
- Sporvejsmuseet Skjoldenæsholm, Danmark
- Delta Queen rejser langs Mississippifloden (dampskib på en flod)
- Deutsches Schiffahrtsmuseum i Bremerhaven, Tyskland (maritimt museum)
- Edaville Railroad i South Carver, Massachusetts (jernbane)
- Hiroshima City Transportation Museum i Hiroshima, Japan (street railway museum)
- Mystic Seaport i Mystic, Connecticut (maritime museum)
- National Tramway Museum i Derbyshire, England (sporvogn)
- Old Rhinebeck Aerodrome i Rhinebeck, New York (aviation museum)
- Roscoe Village i Coshocton, Ohio (ved den tidligere Ohio & Erie Canal, nær Monticello III kanalbåd)
- San Francisco Maritime National Historical Park, San Francisco, California (inkluderer en flåde af historiske fartøjer)
- Seashore Trolley Museum i Kennebunkport, Maine (jernabne)
- Shuttleworth Collection i Bedfordshire, England (luftfartsmuseum)
- Narrow Gauge Railway Museum in Wenecja nær Znin
- Skansen Parowozownia Koscierzyna i Koscierzyna, Pomeranian Voivodeship, Poland (jernbane)
- Steamtown National Historic Site i Scranton, Pennsylvania (jernbane)
- Valley Railroad Company i Essex, Connecticut (jernbane)
- White Pass and Yukon Route fra Skagway, Alaska til Whitehorse (jernbane)
- Wiscasset, Waterville and Farmington Railway i Alna, Maine (jernbane)
- Royal Malaysian Air Force Museum Arkiveret 24. juni 2016 hos  Wayback Machine, Kuala Lumpur, Malaysia (militær luftfart)

## Ecological and environmental living museums
Some ecological living museums are zoos
- California Living Museum, Bakersfield, California, United States
- Virginia Living Museum, Newport News, Virginia, United States
- Nonsuch Island Living Museum, Bermuda
- Penang Forestry Museum Arkiveret 14. oktober 2012 hos  Wayback Machine, Penang, Malaysia
- Ball's Falls Conservation Area, Jordan, Ontario, Canada